# Federazione pallavolistica della Svizzera
La Federazione svizzera di pallavolo (Swiss Volley, SV) è un'organizzazione fondata per governare la pratica della pallavolo in Svizzera.
Organizza il campionato maschile e femminile, e pone sotto la propria egida la nazionale maschile e femminile.
Ha aderito alla FIVB nel 1957.